# Gabriel Kimiaie Asadi Bildstein
Gabriel Kimiaie Asadi Bildstein, né le 11 juillet 1999 à Tarbes, est un cybercriminel français soupçonné d'avoir participé à une série de cyberattaques très médiatisées sous les pseudonymes Kuroi'SH, Nclay et en tant que membre des groupes de hackers GnosticPlayers (en) et ShinyHunters.
Il est impliqué dans des violations de la cybersécurité impliquant la NASA, Google Brésil, Vevo, Coinrail, GateHub et Canva,. Bien qu'il ait été inculpé en France et aux États-Unis, il n'est pas condamné. Son diagnostic du syndrome d'Asperger aurait influencé les évaluations juridiques de sa responsabilité pénale.

## Biographie
En 2025, il étudie le droit à Université Paris-I-Panthéon-Sorbonne et le droit des affaires à l'Université de Toulouse.
En 2015, Bildstein aurait participé à la défiguration de sous-domaines appartenant à la NASA et à Google Brésil sous le pseudonyme « Kuroi'SH ». Des messages tels que « Hacked by Kuroi'SH » (Piraté par Kuroi'SH) apparaissent sur les pages compromises. La campagne est attribuée à un groupe se faisant appeler «The Intrud3rs».
En mai 2018, avec une autre personne utilisant le pseudonyme « Prosox », il participe à la défiguration de la chaîne YouTube Vevo, en modifiant des clips musicaux populaires, notamment Despacito de Luis Fonsi. L'attaque modifie les titres, les descriptions et les miniatures des vidéos afin d'y insérer des messages attribués à Kuroi'SH et Prosox. Les deux individus sont arrêtés et inculpés en France.
Bildstein est impliqué dans le piratage de Coinrail, une plateforme sud-coréenne d'échange de cryptomonnaies, en juin 2018. Environ 40 millions de dollars en cryptomonnaies ont été volés. Il aurait avoué son implication aux enquêteurs français en 2021 et est inculpé en lien avec ce piratage en 2025.
Bildstein serait un membre clé du groupe de pirates informatiques « GnosticPlayers », qui a revendiqué la responsabilité d'attaques informatiques visant des entreprises telles que Canva, MyFitnessPal, Zynga, MyHeritage et Dubsmash.
En 2019, Bildstein aurait été impliqué dans le vol de plus de 9,5 millions de dollars en jetons XRP sur la plateforme GateHub. Les autorités saisissent plusieurs véhicules de luxe à son domicile à Tarbes. Il est arrêté et inculpé en France.
Bildstein est également soupçonné d'être impliqué dans le groupe « ShinyHunters », lié à des violations de données chez Microsoft, AT&T et Ticketmaster. En 2022, la police française perquisitionne son domicile à Tarbes. Il est interrogé par des agents du FBI, puis inculpé par le ministère américain de la Justice pour complot en vue de commettre une intrusion informatique. En raison de la politique française de non-extradition de ses ressortissants, il est peu probable qu'il soit jugé aux États-Unis.

## Impact
L'implication présumée de Bildstein dans les attaques menées par GnosticPlayers et ShinyHunters a attiré l'attention internationale sur les faiblesses de la cybersécurité des entreprises. Si certains considèrent ses activités comme techniquement sophistiquées, d'autres les voient comme des crimes informatiques graves. Son cas suscite un débat sur l'intersection entre la neurodivergence, le piratage informatique et la responsabilité juridique.